# Шахова олімпіада 2006

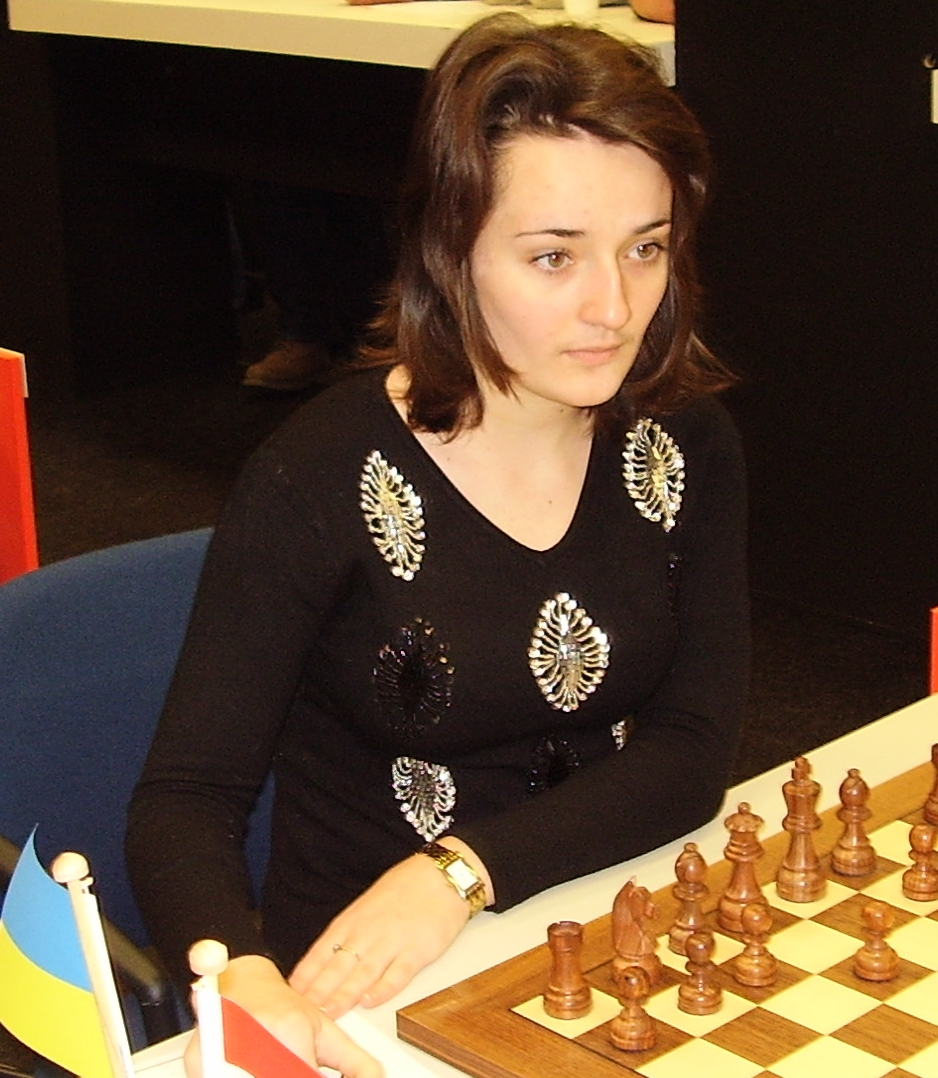
Переможниця 37-ї всесвітньої Шахової олімпіади у складі збірної України Катерина Лагно

37-а Всесвітня шахова олімпіада проходила місті Турині (Італія). В ній брали участь близько 2000 чоловік, команди більш ніж зі 140 країн. Загалом було 148 чоловічих та 103 жіночих команди. Серед них — 888 чоловіків (до складу команди входять 4 основних гравці та 2 запасні) та 412 жінок (до складу команди входять 3 основних гравчині та 1 запасна) (загалом 1300 шахістів і шахісток). Змагання проводились за швейцарською системою для командних змагань у 13 турів.

## Чоловіки

### Десятка призерів
| Місце | Команда  | Склад | Стартовий номер | Перемоги | Нічиї | Поразки | Очки |
| ----- | -------- | --- | --------------- | -------- | ----- | ------- | ---- |
| 1     | Вірменія | Левон Аронян, Володимир Акопян, Карен Асрян, Смбат Лпутян, Габріель Саркісян, Арташес Мінасян                             | 3               | 10       | 3     | 0       | 36   |
| 2     | КНР      | Бу Сянчжі, Чжан Чжун, Чжан Пенсян, Ван Юе, Ні Хуа, Чжао Цзюнь                                                             | 12              | 8        | 1     | 4       | 34   |
| 3     | США      | Гата Камський, Олександр Оніщук, Хікару Накамура, Ільдар Ібрагімов, Григорій Кайданов, Варужан Акопян                     | 7               | 9        | 3     | 1       | 33   |
| 4     | Ізраїль  | Борис Гельфанд, Ілля Смірін, Еміль Сутовський, Борис Аврух, Олександр Гузман, Віктор Міхалевський                         | 6               | 9        | 3     | 1       | 33   |
| 5     | Угорщина | Золтан Алмаші, Золтан Дьїмеші, Ференц Беркеш, Чаба Балог, Роберт Рак, Адам Хорват                                         | 16              | 7        | 4     | 2       | 32½  |
| 6     | Росія    | Володимир Крамник, Петро Свідлер, Олександр Грищук, Олександр Морозевич, Євген Бареєв, Сергій Рублевський                 | 1               | 7        | 2     | 4       | 32   |
| 7     | Франція  | Етьєн Бакро, Жоель Лотьє, Андрій Соколов, Лоран Фрессіне, Максим Ваш'є-Лаграв, Крістіан Бауер                             | 5               | 7        | 5     | 1       | 32   |
| 8     | Україна  | Василь Іванчук, Андрій Волокітін, Сергій Карякін, Павло Ельянов, Олександр Моїсеєнко, Захар Єфименко                      | 4               | 8        | 2     | 3       | 32   |
| 9     | Болгарія | Кіріл Георгієв, Іван Чепарінов, Олександр Дельчев, Василь Спасов, Владімір Петков, Валентин Йотов                         | 10              | 7        | 2     | 4       | 32   |
| 10    | Іспанія  | Олексій Широв, Вальєхо Понс, Ільєскас Кордоба, Жул'єн Арізменді Мартінез, Пабло Сан Седжундо Карілло, Марк Нарцисо Дублан | 11              | 7        | 4     | 2       | 32   |

### Особистий залік
| Ім'я              | Країна   | Рейтинг ФІДЕ на липень 2006 | Шахівниця | Зіграв ігор | Здобув балів | Кінцевий рейтинг |
| ----------------- | -------- | --------------------------- | --------- | ----------- | ------------ | ---------------- |
| Володимир Крамник | Росія    | 2729                        | 1         | 9           | 6½           | 2847             |
| Ван Юе            | КНР      | 2598                        | 4         | 12          | 10           | 2837             |
| Етьєн Бакро       | Франція  | 2708                        | 1         | 8           | 6            | 2833             |
| Магнус Карлсен    | Норвегія | 2646                        | 1         | 8           | 6            | 2820             |
| Сергій Карякін    | Україна  | 2661                        | 3         | 11          | 8½           | 2798             |
| Бу Сянчжі         | КНР      | 2640                        | 1         | 12          | 8            | 2790             |
| Давид Навара      | Чехія    | 2658                        | 1         | 12          | 8½           | 2786             |
| Володимир Акопян  | Вірменія | 2706                        | 2         | 12          | 9            | 2778             |
| Левон Аронян      | Вірменія | 2756                        | 1         | 11          | 7            | 2768             |
| Жоель Лотьє       | Франція  | 2682                        | 2         | 11          | 8            | 2759             |